# Breuil-la-Réorte
Breuil-la-Réorte település Franciaországban, Charente-Maritime megyében. Lakosainak száma 473 fő (2022. január 1.). Breuil-la-Réorte Bernay-Saint-Martin, Puyrolland, Saint-Mard és La Devise községekkel határos.

## Népesség
A település népességének változása:
| Lakosok száma | 365  | 353  | 329  | 312  | 478  | 462  | 457  | 453  | 460  | 473  |
|               | 1968 | 1982 | 1990 | 2006 | 2013 | 2015 | 2017 | 2019 | 2020 | 2022 |